# Elza, Miltinho e Samba Vol. 3
Elza, Miltinho e Samba Vol. 3 é o décimo terceiro álbum de estúdio da cantora e compositora brasileira Elza Soares e o terceiro e último em colaboração com o cantor brasileiro Miltinho, lançado em 1969 pela Odeon, com produção musical de Lyrio Panicali.

## Antecedentes
Em 1967 e 1968, Elza Soares e Miltinho se juntaram nos álbuns Elza, Miltinho e Samba e Elza, Miltinho e Samba Vol. 2. O primeiro teve significativo sucesso e o segundo uma performance modesta. Mesmo assim, a dupla se reuniu para um terceiro e último álbum, concretizado em 1969.

## Gravação
Elza, Miltinho e Samba Vol. 3 foi produzido pelo maestro Lyrio Panicali, com direção artística de Milton Miranda, além de orquestrações do maestro Nilsinho. Assim como os dois primeiros volumes, o projeto traz vários medleys, com a junção de várias faixas em só uma. O repertório traz composições de Anselmo Mazzoni, Dolores Duran, Antonio Carlos Jobim, Lupicínio Rodrigues e outros.

## Lançamento e legado
Elza, Miltinho e Samba Vol. 2 foi lançado em 1968 pela Odeon em vinil. Em 2003, o álbum foi relançado pela primeira vez em CD pela caixa de coleção Negra, com reedição de Marcelo Fróes.
A edição digital do álbum foi lançada nas plataformas digitais em 2018.

## Faixas
A seguir lista-se as faixas de Elza, Miltinho e Samba Vol. 3:
Lado A
1. "Juntinhos de Novo / Não Manche o Meu Panamá / O Sorriso do Paulinho / Oito Mulheres (Pode Falar Quem Quiser) / Embrulho Que Eu Carrego / Despacho"
2. "Saia do Caminho / Nervos de Aço / Por Causa de Você"
3. "Só Com Você"
4. "Julgar É Missão Divina"

Lado B
1. "Vai na Paz de Deus / Conceição / Aos Pés da Cruz / Se a Saudade Me Apertar / Você Não Quer, Nem Eu"
2. "Com Olhos de Gata / Fita Amarela / Madeira de Lei"
3. "Samba da Cor"
4. "Madrugada Vai Chegar"
5. "Um Samba Pra Ela"